# Страх (филм)
„Страх” је југословенски и словеначки филм први пут приказан 16. децембра 1974. године. Режирао га је Матјаж Клопчич а сценарио су написали Андреј Хиенг и Матјаж Клопчич.

## Улоге
| Глумац           | Улога         |
| ---------------- | ------------- |
| Радмила Андрић   | Јелисавета    |
| Јожица Авбељ     |               |
| Иво Бан          | Симон         |
| Данило Безлај    | Адолф         |
| Полде Бибич      | Сликар Алберт |
| Милена Дравић    | Каролина      |
| Јанез Ержен      |               |
| Марјета Грегорац | Диана         |
| Павле Јершин     |               |
| Вида Јуван       | Мара          |
| Предраг Лаковић  |               |
| Бранко Миклавц   |               |

Остале улоге ▼
| Глумац          | Улога           |
| --------------- | --------------- |
| Милена Мухич    | Габи            |
| Антон Петје     | Клин            |
| Радко Полич     | Дејвид Мисон    |
| Јуриј Соучек    | Судија Вацлав   |
| Неда Спасојевић | Мулато          |
| Љуба Тадић      | Франц           |
| Даре Улага      | Доктор Грегорич |
| Стево Жигон     | Благот Баласица |
| Милена Зупанчић | Ана             |